# ماساراتش
بلدية ماساراتش (بالإسبانية: Masarach) هي بلدية تقع في مقاطعة جرندة التابعة لمنطقة كتالونيا شمال شرق إسبانيا.

## الديموغرافيا
بلغ عدد سكان بلدية ماساراتش 296 نسمة عام 2011 (وفقاً للمعهد الوطني الإسباني للإحصاء).
| 247 | 239 | 239 | 263 | 269 | 265 | 296 |